# Хведелидзе, Борис Владимирович
Борис Владимирович Хведелидзе (груз. ბორის ვლადიმერის ძე ხვედელიძე; 1915—1993) — советский и грузинский учёный в области математики, доктор физико-математических наук (1957), профессор (1959), академик АН Грузинской ССР (1983). Заслуженный деятель науки Грузинской ССР (1967).

## Биография
Родился 7 ноября 1915 года в Тбилиси.
С 1933 по 1938 год обучался на физико-математическом факультете Тбилисского государственного университета. С 1938 по 1941 год обучался в аспирантуре механико-математического факультета Московского государственного университета.
С 1942 года на научно-исследовательской работе в Математическом институте АН Грузинской ССР под руководством академика Н. И. Мусхелишвили в качестве научного, старшего научного и ведущего научного сотрудника, занимался исследованиям вопросов приближённого анализа и математической теории упругости.
С 1962 года одновременно с научной занимался педагогической работой в Грузинском государственном политехническом институте имени В. И. Ленина в качестве профессора математической кафедры.

### Научно-педагогическая деятельность и вклад в науку
Основная научно-педагогическая деятельность Б. В. Хведелидзе была связана с вопросами в области вопросов теории функций и чисел, топологии, занимался исследованиями в области теории интегральных уравнений и теории функций комплексного переменного.
В 1942 году защитил кандидатскую диссертацию, в 1957 году защитил докторскую диссертацию на соискание учёной степени доктор физико-математических наук по теме: «Линейные разрывные граничные задачи теории функций, сингулярные интегральные уравнения и некоторые их приложения». В 1959 году ВАК СССР ему было присвоено учёное звание профессор. В 1967 году был избран член-корреспондентом, а в 1983 году — действительным членом  АН Грузинской ССР.  Б. В. Хведелидзе было написано более двухсот научных работ, в том числе монографий.

## Основные труды
- Линейные разрывные граничные задачи теории функций, сингулярные интегральные уравнения и некоторые их приложения. - Тбилиси, 1956. - 158 с.
- Сборник работ по теории функций / [Ред. Б. В. Хведелидзе]. - Тбилиси : Мецниереба, 1968. (Труды Тбилисского математического института им. А. М. Размадзе / АН Груз. ССР).
- Сборник работ по функциональному анализу / Ред. Б. В. Хведелидзе. - Тбилиси : Мецниереба, 1970. - 123 с. (Труды Тбилисского математического института имени А. М. Размадзе / АН ГССР).
- Сборник работ по теории чисел. - Тбилиси : Мецниереба, Т. 4: Вопросы представления чисел квадратичными формами / Ред. Б. В. Хведелидзе. - 1980. - 70 с.
- Теория аналитических функций и гармонический анализ : Сб. статей / Ред. Б. В. Хведелидзе. - Тбилиси : Мецниереба, 1980. - 118 с. (Тр. Тбил. мат. ин-та им. А. М. Размадзе. Т. 66)
- Граничные задачи теории аналитических функций, сингулярные интегралы и ряды Фурье : Сб. работ, посвящ. 90-летию акад. Н. И. Мусхелишвили / [Ред. Б. В. Хведелидзе]. - Тбилиси : Мецниереба, 1982. - 163 с. (Тр. Тбил. мат. ин-та им. А. М. Размадзе : АН ГССР. Т. 69).
- Сингулярные операторы и граничные задачи теории функций. Ряды Фурье : Сб. работ, посвящ. 70-летию акад. АН ГССР Н. П. Векуа / Ред. Б. В. Хведелидзе. - Тбилиси : Мецниереба, 1985. - 170 с. (Тр. Тбил. мат. ин-та им. А. М. Размадзе : / АН ГССР. Т 76).
- Граничные задачи аналитических функций, сингулярные интегральные уравнения и вопросы гармонического анализа : Посвящается памяти чл.-кор. АН ГССР В. Г. Челидзе / Ред. Б. В. Хведелидзе. - Тбилиси : Мецниереба, 1986. - 164 с. (Тр. Тбил. мат. ин-та им. А. М. Размадзе / АН ГССР, Т. 82).
- Илья Векуа (1907-1977): Биобиблиография / АН ГССР, Центр. науч. б-ка; Сост. Н. В. Багатуриа, Э. Г. Долидзе; Вступ. ст. А. В. Бицадзе, Б. В. Хведелидзе. - Тбилиси : Мецниереба, 1987. - 140 с.
- Граничные задачи теории аналитических функций и сингулярные интегральные уравнения / Ред. Б. В. Хведелидзе. - Тбилиси : Мецниереба, 1989. - 74 с. (Тр. Тбил. мат. ин-та им. А. М. Размадзе / АН ГССР, Т. 88)[4]